# Зеленград (дем Нестрам)
Вижте пояснителната страница за други значения на Зеленград.
Зèленград (на гръцки: Μεσόβραχο, Месоврахо, катаревуса: Μεσόβραχον, Месоврахон, до 1927 година Ζέλεγκραδ, Зеленград) е село в Егейска Македония, Република Гърция, част от дем Нестрам в административната област Западна Македония.

## География
Селото е разположено на 23 километра югозападно от град Костур, до границата с Албания в подножието на планината Алевица. На север Зеленград граничи с Ревани (Дипотамия), на юг с Омотско (Ливадотопи), на изток с Гърлени (Хионато) и на запад с Калевища (Кали Вриси). Според албански източник преди 1923 година Зеленград има следните махали: Качаунска махала (Mehalla e Kaçaunë, идващи от Воля, село южно от Зеленград), Бейковска махала (Mehalla e Bejkollare), Отвъдната махала (Mehalla e Përtejme) и Отсамната махала (Mehalla e Përketejme).

## История

### В Османската империя
Селото се споменава в османски дефтер от 1530 година с 23 християнски семейства и едно мюсюлманско под името Зеленовад. Александър Синве ("Les Grecs de l’Empire Ottoman. Etude Statistique et Ethnographique"), който се основава на гръцки данни, в 1878 година пише, че в Зеленгот (Zélengot) живеят 900 гърци. Според Стефан Веркович във втората половина на XIX век в Зеленград има 45 помашки домакинства и 157 жители-помаци от мъжки пол.
На Етнографската карта на Битолския вилает на Картографския институт в София от 1901 година Зеленград е чисто турско село в Костурската каза на Корчанския санджак с 50 къщи.
Гръцка статистика от 1905 година представя селото като турско - с 350 жители.
На етническата карта на Костурското братство в София от 1940 година, към 1912 година Зеленград е обозначено като албанско селище.
Селото праща башибозук, който опожарява и разграбва съседните български села по времето на Илинденското въстание.
Според Георги Константинов Бистрицки Зеленъ-градъ преди Балканската война има 45 помашки къщи.
Според албански източници в селото преди 1923 година има следните фамилии Бейкови (Bejkollarë), Кърлеви (Kërlellarë), Кичови (Kiçollarë), Ламчови (Lamçurët), Синанови, (Sinançe/llarët), Волеви (Voljarët).

### В Гърция
През Балканската война в 1912 година в селото влизат гръцки части и след Междусъюзническата война в 1913 година Зеленград остава в Гърция. Боривое Милоевич пише в 1921 година („Южна Македония“), че Зеленград има 40 къщи славяни мохамедани.
През 20-те година мюсюлманското население на селото се изселва в Турция и на негово място са заселени гърци бежанци, които в 1928 година са 60 души или според други данни 18 семейства със 72 души. В 1926 година селото е прекръстено на Месоврахон, в превод между върхове.
В 1925 година е построена църквата „Успение Богородично“.
По време на Гръцката гражданска война в селото са образувани банди от гръцки бежанци, които тероризират околните български села и особено съседното село Калевища. Две деца са изведени извън страната от комунистическите власти като деца бежанци. По време на войната част от жителите на Зеленград търсят убежище в по-безопасните села и след края на войната не се връщат в селото.
От 1997 година селото е част от дем Акритес (Δήμος Ακριτών), който от 1 януари 2011 година по закона Каликратис е слят с дем Нестрам.
| Албански топоними от Зеленград пред изселването в 1923 година | Албански топоними от Зеленград пред изселването в 1923 година | Албански топоними от Зеленград пред изселването в 1923 година          |
| Име                                                           | Име                                                           | Обяснение                                                              |
| ------------------------------------------------------------- | ------------------------------------------------------------- | ---------------------------------------------------------------------- |
| Alevicë/a e Zelengradit                                       | Зеленградска Алевица                                          | планина на Ю                                                           |
| Ara e Ases                                                    |                                                               | ниви на З                                                              |
| Ara e Madhe                                                   |                                                               | ниви на З                                                              |
| Ara e Vogël                                                   |                                                               | ниви на С                                                              |
| Bredh i Zatorisë                                              |                                                               | вълшебна ела на Ю                                                      |
| Bregu i Shytkës                                               | Шитка                                                         | бряг на З                                                              |
| Curculigë/a                                                   | Чучулига                                                      | ниви в планината на Ю                                                  |
| Curilë/a                                                      | Чурила                                                        | извор на Ю                                                             |
| Çernek/u                                                      | Чернек                                                        | бряг и пасища на И                                                     |
| Çuka e Lartë                                                  | Висока Чука                                                   | висок хълм на Ю                                                        |
| Grihat                                                        |                                                               | камък на Ю, който се използва за точила                                |
| Grop’ e Kozmait                                               |                                                               | ниви на Ю                                                              |
| Gur i Bardhë                                                  | Бел камен                                                     | скала в планината на Ю                                                 |
| Kalaja                                                        | Кале                                                          | висок хълм на И, на който има развалини от крепост                     |
| Kori/a/ja                                                     | Кория                                                         | гора на З                                                              |
| Koria e Ismetit                                               | Кория на Исмет                                                | ниви на З                                                              |
| Kroi i Athinës                                                | Атинина чешма                                                 | чешма на Ю                                                             |
| Kroi i Gurit                                                  | Каменна чешма                                                 | чешма                                                                  |
| Kroi i Hoxhës                                                 | Чешма на ходжата                                              | чешма на Ю                                                             |
| Kroi i Luadhit (Omockës)                                      | Омотска чешма                                                 | чешма на Ю                                                             |
| Kroi i Mirë                                                   | Чешма на Мира                                                 | чешма на Ю                                                             |
| Kroi i Oranëve                                                | Чешма на Оранава                                              | чешма на И                                                             |
| Kryjzet                                                       |                                                               | хълмисти ниви на С                                                     |
| Loho                                                          | Лохо                                                          | скална пещера на Ю                                                     |
| Lum i Fshatit                                                 | Селска река                                                   | потокъ, който се спуска от планината                                   |
| Malet e Eçmenëve                                              |                                                               | планини на Ю                                                           |
| Mulliri i Banes                                               | Мелница на Бане                                               | мелница                                                                |
| Mulliri i Icos                                                | Мелница на Ицо                                                | мелница на Ицо от Нестрам                                              |
| Mulliri i Muços                                               | Мелница на Мучо                                               | мелница на Ю                                                           |
| Përroi i Sathës                                               |                                                               | склон на Ю                                                             |
| Qershia                                                       |                                                               | нива с череша на И                                                     |
| Sten e Stamos                                                 |                                                               | на З                                                                   |
| Uji Kadiut                                                    | Кадиева вода                                                  | извор на Ю, от който пил студена вода един кадия и умрял               |
| Varkamen/i                                                    | Варкамен                                                      | скала на И                                                             |
| Varret e Babçorrit                                            |                                                               | гробище на С                                                           |
| Varret e Udhës Gërlenit                                       |                                                               | гробище на И                                                           |
| Varret e Xhamisë                                              | Джамийско гробище                                             | гробище около джамията                                                 |
| Varr i Sylejmanit                                             | Сюлейманов гроб                                               | ограден гроб на Ю, Сюлейман е убит от гръцки банди в Балканската война |
| Visoko/ua                                                     | Високо                                                        | на Ю                                                                   |
| Xhamia                                                        | Джамия                                                        | селска джамия на З                                                     |

| Година    | 1913 | 1920 | 1928 | 1940 | 1951 | 1961 | 1971 | 1981 | 1991 | 2001 | 2011 | 2021 |
| --------- | ---- | ---- | ---- | ---- | ---- | ---- | ---- | ---- | ---- | ---- | ---- | ---- |
| Население | 304  | 260  | 93   | 110  | 55   | 48   | 27   | 16   | 58   | 42   | 6    | 3    |